# SURUGA VISAデビットカード

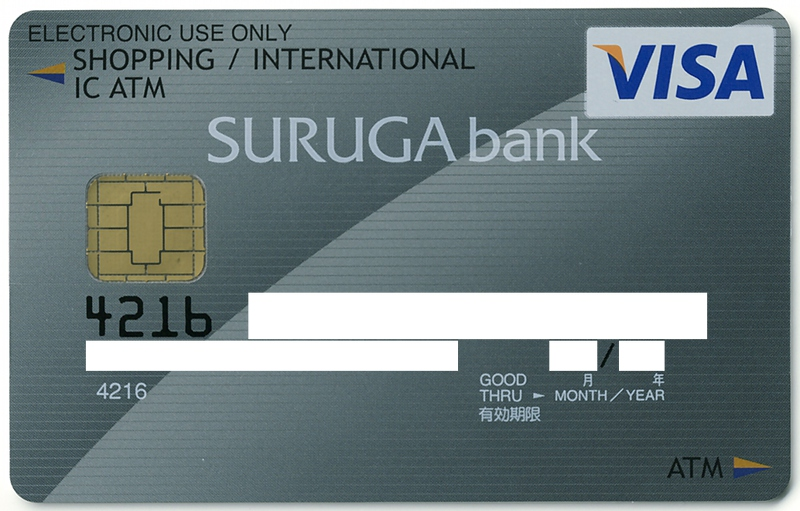
SURUGA VISAデビットカード（旧デザイン、表面の個人情報修正済）

SURUGA VISAデビットカード（スルガビザデビットカード）は、スルガ銀行が発行するVisaブランドのデビットカードである。

## 概要

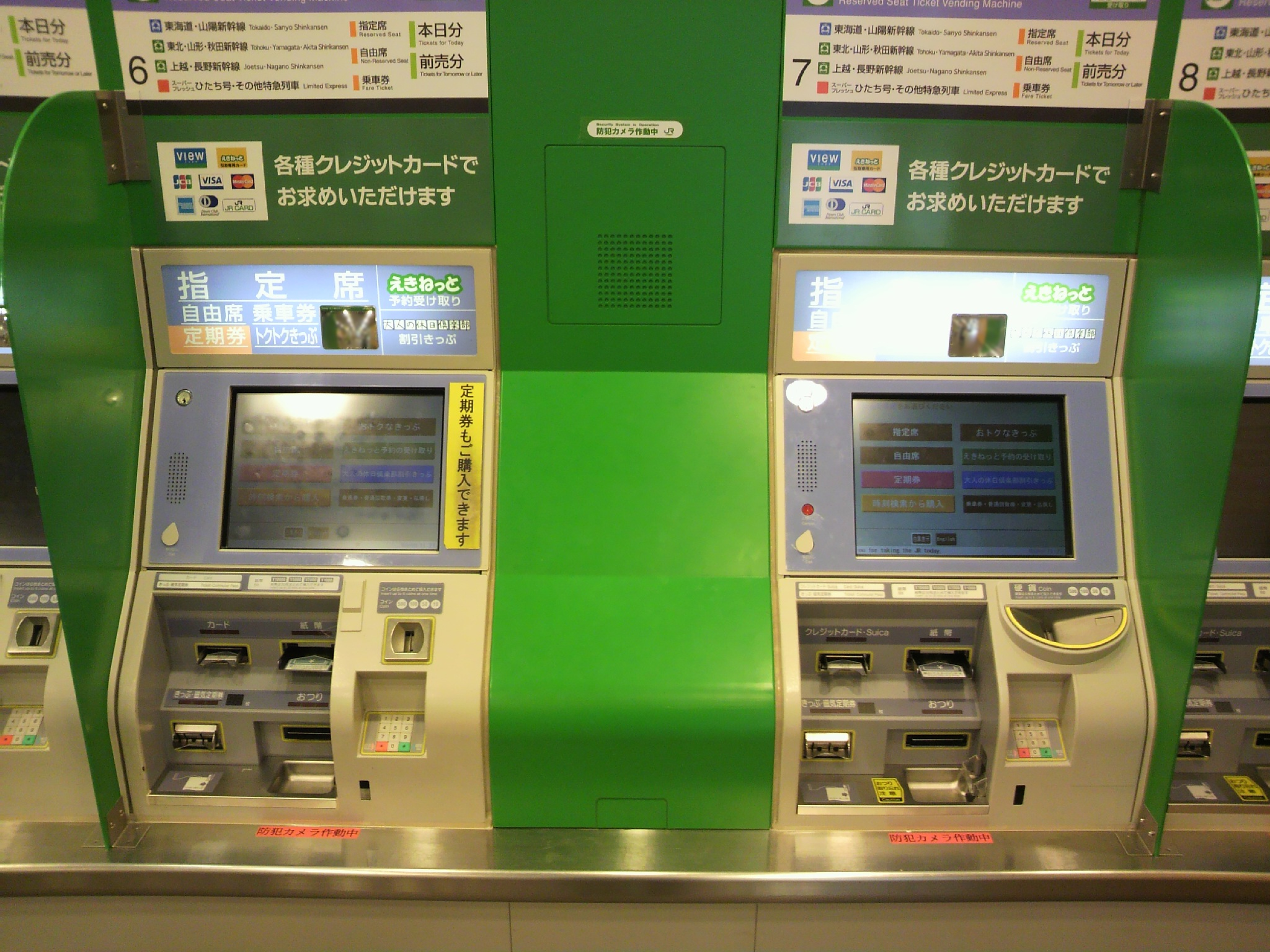
SURUGA VISAデビットも使える自動発売機の例（JR東日本指定席発売機）

銀行業界でも早い方に属する2006年参入、しばらくしてから対象者を日本全国に拡大。現在も運用されている日本居住者向けとしては老舗のVISAデビットである。カードの表面にエンボス（凹凸）が無いカードであり（VISAではこれをエンボスレスVISAカードと呼んでいる）、このためエンボスを利用して伝票に利用カード情報を記録するインプリンタでの利用ができない。
IC対応信用照会端末で処理する場合は、VISAデビット用の暗証番号を打鍵する場合もある。
年会費は一切無料。申込書類の郵送代も銀行持ちである。通常のクレジットカードと同様に有効期限毎に更新される（初回は5年）。J-Debitはオンラインデビット（暗証番号により本人確認）だが、このカードは一般のクレジットカード同様にサインでの認証を行うオフラインデビットである。VISAの場合、オンラインデビットを「VISAエレクトロン」、オフラインデビットを「VISAデビット」と呼ぶ。
規定上は、中学生を除く15歳以上（後述する「KNTトラベルキャッシュ ファミリーパック」家族会員は小学生を除く12歳以上）であれば申込自体は可能。未成年であっても親権者の承諾は不要である。ICカードへの切替を除き、カードの再発行には、インターネット専用支店はVISAカードデスクへの電話連絡（送付された書類に記入・捺印し、返送する）のみ、そうでない場合はVISAカードデスクへの電話申込または本支店窓口での手続となる。また一部のインターネット専用支店では、該当するインターネット専用支店へ電話連絡し書類を記入・捺印した後に返送する。再発行手数料は該当預金口座から払戻請求書なしで自動振替される。
本カードの入会（カードの発行）に際しては、スルガ銀行自身による「独自の審査」が行われる。規定にも「スルガ独自の審査により発行を拒否できる」と明記されている。審査を通過した者には、銀行口座が開設され、キャッシュカード兼用デビットカードが発行される。
あくまで「スルガ銀行独自の審査」であるため、他社のクレジットカードや各種ローン等の審査に通る人でも、このカードについては発行が拒否される場合もあるし、信用情報に異動情報が掲載されていてもカードが発行される場合もある。スルガ銀行が発行するVISAプラチナカード「SURUGA VISAインフィニットカード」とは別物である。
2012年9月24日、VISA認証サービスを開始した。日本発行のVISAデビットでは楽天銀行デビットカードに次いで二例目である。

## 申込・取扱支店
一般の実店舗及一部のインターネット支店での取扱は以下のとおりである（2024年9月2日時点）。
ドリームダイレクト支店・Dバンク支店（旧ネットバンク支店）・ANA支店・Vポイント支店、等（サービスなど特色がある支店）、一部のインターネット支店限定（バンククラブ、アクサダイレクトプラザなど一部支店を除く）で申込可能。
ANA支店での発行分は、キャッシュカード一体型ではなく分離型で発行されるため、(IC) キャッシュカードとしての利用はできなかったが、2015年1月13日受け付け分より一体型の発行に変更された（従来の利用者の切替発行も可能）。
現在はDバンク支店での申込の場合（ただし、Dバンク支店でも提携カードの場合は電話で申込書郵送依頼が可能）、必要書類をA4サイズの用紙に出力したものでないと申込できなくなったが、他のインターネット専用支店については申込書の郵送依頼もできる。
本人確認資料については、以下の資料提出が求められる。
1. 第三者による取得ができない公的書類により申込者が本人であることを確認できるもののコピー
  - 運転免許証、(日本国旅券+ 公共料金領収書)、(健康保険証＋ 公共料金領収書）、マイナンバーカード、住民基本台帳カード（顔写真付に限る）、運転経歴証明書、在留カード、特別永住者証明書、外国人登録証明書のうちいずれか。
2. 実際に記載住所に居住している事を確認できる公共料金の領収証若しくは請求書等の原本またはコピー(2つ資料が必要な場合に限るのでマイナンバーカードの場合は不要)
  - 電気料金、電話料金（携帯電話、PHSを含む）、水道料金、NHK受信料、または住民票の写し（原本）のうちいずれか。
  - 名義人本人の物が望ましいが、同姓の家族名義のものでも可。
  - 申込書と同一の現住所の記載があり、口座開設前3か月以内（できるだけ最新のものが望ましい）の発行日または使用年月が記載されたもの。
  - 料金未払い等が確認できる資料は、口座開設を拒否する場合があるとしている。
  - 住民票の写しについては、1.の書類でパスポート、健康保険証で申し込む場合、在留カード・特別永住者証明書で通称名で申し込む場合の選択した場合に限り利用可能。

### インターネット支店での取扱
- Dバンク支店 - プロパーの場合は、Dバンク支店移行後は、専用デザインとなる。他支店からの統合により、Dバンク支店に移管された場合や旧名のネットバンク支店からの利用者の有効期限による更新時も基本的には同様の対応となる。
  - ドコモdポイントクラブ応援バンク - NTTドコモの携帯電話を契約している本人且つ、ドコモdポイントクラブへ加入している本人が契約する事ができる。
  - ALSOK CLUB - 綜合警備保障の機械警備の契約者本人もしくは契約検討者のみ加入可能。
  - Gポイントクラブ
- マイ支店 （下記の提携カードも参照）- 2016年10月末を以て新規受付停止。既存利用者も、同年12月6日にDバンク支店に統合。以降は、同支店のサービスレベルが適用となる。
- スルガ銀行OCN支店 - NTTコミュニケーションズのインターネットプロバイダサービス「OCN」に加入している契約者本人が加入可能。
- スルガ銀行ANA支店 - 口座開設と同時もしくは、口座開設後に追加カードとして申込。以前は分離型であったが、2015年1月13日より独自デザインの一体型に変更された。
- スルガ銀行ドリームダイレクト支店 - 口座を所有している場合にジャンボ宝くじ付き定期預金を契約中に追加申込もしくは、口座開設の際にジャンボ宝くじ付定期預金と同時申込する。また、ジャンボ宝くじ付き定期預金を解約した場合は自動解約となる。申込した後はキャッシュカードから切換・解約した場合はキャッシュカードを発行。
- スルガ銀行ダイレクトワン支店 リザーブドプラン - 返済用預金口座不要型のカードローン、リザーブドプランカードと一体化する形で発行可能。ローン利用中に70歳を超え、次の更新カード発行予定時点でVISAデビット部分は強制的に解約され通常のカードローン単体カードを発行。申込時に70歳を超えている場合のVISAデビット付の申込みは一切できない。
- スルガ銀行Tポイント支店→Vポイント支店 - Vポイント機能が付帯したVISAデビットカード。口座開設と同時に一体型キャッシュカードとして発行される。なおカードに付帯するT会員番号は新規のものとなるが、他カードからのポイント残高の移行が可能。2024年9月2日よりTポイントより正式移行。

### 特典
特典の付加があり、支店により内容が異なる。
- 一般店舗（有人の本支店・出張所）・Dバンク支店・ANA支店（分離型）・OCN支店の場合
  - 一年間の利用額の0.2%のキャッシュバック（口座に入金）。
- ANA支店（一体型）
  - 一年間の利用額が100万円以上200万円未満の場合ANAマイル3,000マイル、200万円以上の場合8,000マイルが翌年に付与される（利用額が100万円未満の場合、特典対象外）。
- Dバンク支店　ドコモdポイントクラブ応援バンク
  - 一年間の利用額の0.2%のdポイント
- ドリームダイレクト支店
  - 一年間の利用額100万円以上100万円毎にドリームジャンボ宝くじ10枚がプレゼントされる（利用額が100万円未満の場合、特典対象外）。
- Vポイント支店
  - 海外ATMでの引き出しを除く月間のVISAデビット決済金額200円（税込）につきTポイント1ポイントが翌月15日に付与される。

## ICキャッシュカードとしての利用
2007年2月15日発行分よりICカードとなる（ICの適用は自行ATM・セブン銀行・一部ゆうちょ銀行ATM利用時）。このカードは該当口座のICキャッシュカードとして利用することにもなる。2007年11月29日から、指による生体認証にも対応したカードの発行を開始した。生体認証付ICキャッシュカードは利用可能な範囲が限定されており、他の金融機関で生体認証ができる金融機関でのみ利用可能で、生体認証不可ATMでは入出金（振込・振替）及び残高照会含め一切できない。
発行当初から採用してきた磁気ストライプ型VISAデビットカードは、2007年10月頃からICチップ付VISAデビットカードに強制切替する様になった。
インターネット専用支店（マイ支店のみ）の場合、VISAカードデスクへ電話で切換依頼書を請求し、カードの磁気ストライプにハサミを入れ、依頼書に貼付し、必要事項を記入・預金口座届出印を捺印し返送すると、2週間〜3週間程度で新VISA（IC付）デビットカードを送付してくる。手続放棄の場合、2008年1月頃までにIC付のカードへ強制的に切換された（但し、有効期限は差替前と同一の有効期限のまま）。
インターネット専用支店での申込の際に4桁の暗証番号を1つ登録するが、実際には「VISAデビット利用時」と「キャッシュカード利用時」の2種類の暗証番号が同じ数字で設定される形となる。暗証番号の変更において、キャッシュカード部分はATMやインターネットバンキングで即時変更可能だが、VISAデビット部分の暗証番号変更の場合、カードを再発行する扱いとなり、1枚のカードにつき税込1,080円の手数料がかかる。
かつて、VISAデビット部分の暗証番号変更において、磁気カードのみの時代にはVISAカードデスクの自動音声で変更可能だったが、IC導入以降はすべてのカードが再発行の対象となり、上記の手数料が発生する。自分の不注意でカードの磁気不良（ICチップ読取不良含む）も1枚のカードにつき、税込1,080円の手数料が必要。手数料の振替ができない場合（本支店窓口で現金（口座からの振替）収納したものは除く）カード再発行を受けることができなくなる。

## VISAデビットとしての利用
通常のVISAクレジットカードと同様に利用可能。一部のオンラインショッピングサイトの中には、二重引落等のトラブルを避けるために、VISAデビットの利用を不可とするサイトもある。ただし、使用できないと表示されていても、実際には使用可能な場合もある。また、デポジットを徴収するケースの場合、スルガ銀行では、デポジットの発生する取引があった場合、速やかな返金処理を求める利用者には、VISAカードデスクないしは日本デスクへの申し出を求めているが、申し出がなかった場合でも、返金は行われる。
VISAのマークがある加盟店でカードを利用すると、登録したEメールアドレスにカードを利用した旨の取引完了メールが届く。取扱が成立しなかった場合にも必ずメール送信される。1回の取引金額が税込100円以下の場合、即時決済扱でなく後日振替扱となる。一部店舗や売場では決済データが遅延となり、実際に決済されるまでに2週間程度かかる場合がある。
日本国外での利用（デビット利用・海外キャッシュサービス）の場合、2011年3月31日まで為替レートがVISAインターナショナル設定のレートに、通常のクレジットカード利用時のレートとほぼ同水準の1.63%のコストを加算した物が適用され、同年4月1日から3.00%に変更となる。

## 利用不可能なケース・取引
通常のVISAクレジットカードと違い、SURUGA VISAデビットカードでは利用できない（購入できない）商品・取引が存在する。ただし、2011年3月11日より携帯電話会社、プロバイダ、TSUTAYA、ヤフージャパンなどの月額利用料金の新規決済の登録が停止されていたが、2014年7月1日より再開された。月額利用料金支払いで利用できないものとして、高速道路利用料金支払など以下のものが残っている。

### オフライン等
- 航空機の機内販売等、一部のオフライン加盟店
- VJAグループで発行しているVISAギフトカードの購入
- KDDIのクレジットカード電話 (0055)
- ガソリンスタンド

### 交通
- 一部タクシー会社のクレジットカード取引システム端末機（INFOXやCARDNET）で決済不可
- 下記の会社が管理する高速道路の通行料金については、2012年2月1日より利用不可[5]
  - 東日本高速道路
  - 中日本高速道路
  - 西日本高速道路
  - 本州四国連絡高速道路

## イレギュラーなケース
Visaデビット以外の従来のクレジットカードでICチップ読取で決済取引する場合、クレジットカード用暗証番号(PIN)の入力をスキップしても決済可能だが、SURUGA VISAデビットカードでは、PIN入力をスキップした場合にシステムで取引を承認しない仕様になっている。そのため、信用照会端末が利用者から離れた場所に設置されていて利用者による暗証番号入力が困難な場合、あるいは常習的にPINスキップを行う加盟店の場合、取引が承認されないことから受入を拒否される場合がある。その場合、IC部分での処理ではなく、磁気部分でのカードスキャンをすると決済可能。
一部の加盟店や売場では、口座の残高を超えて取引が成立する場合があり、その際は一旦スルガ銀行が立て替えて支払いを行い、後で利用客が口座に立て替え分を入金して完了となる。これは、決済にクレジットカードのインフラストラクチャーを使っているため生じる事例である。入金されない場合、クレジットカードの支払い遅延と同様に、支払督促・債権回収が行われる。
その他、イレギュラーなケースとしては、利用する事業者の売り上げの締め日が厳格である場合、何週間か経ってからの引き落としとなる。一例として、NHKオンデマンドでは末日締めの後、実際に引き落としがかかるのは、次月の中旬以降である。

## 提携カード
以下のカードは、マイ支店が預金店になるものである。2016年12月19日以降の申し込みは、Dバンク支店が口座店となる。このため、マイ支店での受付は、同年10月31日を以て受付が終了されている。

### ワールドキャビット
2007年3月20日より、エイチ・アイ・エスとの提携カード、「ワールドキャビット」を発行（当初はネット申込のみ受付対応し、同年4月以降は店頭・紙の申込書の受付開始）する。当初、付加特典らしいものを提供していなかったが、現在は、エイチ・アイ・エスとの提携クレジットカード利用者に付加される特典を、ワールドキャビット利用者でも利用できるようになった。

### KNT トラベルキャッシュ
2007年6月15日より、近畿日本ツーリストとの提携カード、「KNT トラベルキャッシュ」を発行開始。こちらは、発行開始日から店頭での申込も可能となる。2008年4月10日より、小学生を除く12歳以上ならば家族カードを持てる「ファミリーパック」サービスを開始した。

### 過去
Debit@
2008年4月8日より、ウェブマネーとの提携カード「Debit@」を発行していたが、2009年2月25日をもって、Debit@決済サービスの終了に伴い発行を終了した。